# 朱由𣐙
羅川王朱由𣐙（？—1645年），明朝宗室、南明軍事人物。

## 生平
朱由𣐙是明憲宗五世孫、羅川懿康王朱常湑的兒子，萬曆三十一年（1603年）襲封羅川王。他跟隨朱慈𤆃起兵，而朱紹𬉺主事，朱由𣐙認為其人叵測，卻不敢勸諫，於是計劃另外舉事，到東鄉與艾命新、艾南英約定王廷垣及諸生楊師古等人共事，又得楊名琦、楊猶龍、潘丹竹等三十六名將領，在南英家中歃血為盟，而王廷垣、謝德溥籌措軍餉，訓練義軍八千人，自成一軍。隆武元年（1645年）秋天建昌失陷，朱由𣐙再和艾命新在貴東、安仁招兵，聚眾二萬人。軍隊自金谿收復撫州，紀律嚴明，令人民愉悅。清朝朝廷得知撫州被攻克，派兵增援，艾命新向北拒守，可是清兵又從建昌侵犯，屯駐黃太渡，朱由𣐙腹背受敵，提議退兵。清兵追蹤他入金谿山中，用數百輛民車阻塞山險，令清兵無法前進，全軍回到東鄉。不久朱由𣚅以侗兵收復撫州、建昌，他打算合流兵馬攻打南昌；侗兵因為爭奪兵舍毆鬥，朱由𣐙急忙出來制止，中流箭而死。朱由𣚅知道後非常悲痛，軍隊散去，兒子朱慈瑩也全家死去。

## 引用
1. 1 2  錢海岳《南明史·卷二十八·列傳第四》：羅川王由𣐙，羅川懿康王常湑子，萬曆三十一年襲封。從慈𤆃起兵。紹𬉺用事，由𣐙策其人叵測，而未敢以諫，謀別舉義，乃之東鄉，與艾命新、艾南英約王廷垣及諸生楊師古等共事。得楊名琦、楊猶龍、潘丹竹等三十六將，就南英家歃血誓盟，廷垣、謝德溥助餉，練義軍八千人，自為一軍。
2. ↑  錢海岳《南明史·卷二·本紀第二》：隆武元年乙酉，秋七月庚戌朔，……清兵陷建昌……
3. ↑  錢海岳《南明史·卷二十八·列傳第四》：其秋，建昌陷，由𣐙復與命新招兵貴東、安仁間，有眾二萬。自金谿復撫州，秋毫無犯，民大悅。清聞安撫州克，濟師來爭，命新北拒，而清兵之在建昌者又至，屯黃太渡，由𣐙腹背受敵，議退兵。清兵躡之，乃入金谿山中，以民車數百塞山險，清兵不能進，因全軍還東鄉。已由𣚅以侗兵復撫、建，將合兵分向南昌。恫兵以爭舍鬭，由𣐙急出止之，中流矢薨。由𣚅聞之大慟。諸軍皆散，子慈瑩一門死。